# Шаховська (станція)
Шаховська́ (рос. Шаховская) — проміжна залізнична станція 4-го класу Московсько-Смоленського центру організації роботи залізничних станцій ДЦС-3 Московської дирекції управління рухом, Ризького напрямку Московської залізниці. Розташована в однойменному селищі міського типу Шаховського міського округу Московської області.

## Історія
Станція Шаховська відкрита у 1901 році в складі Віндаво-Рибінської залізниці. Назву отримала на честь княгині Євгенії Федорівни Шаховської-Глєбової-Стрешнєвої, яка передала свої землі під будівництво станції та селища.
У 1990—1991 роках одноколійну дільницю від Волоколамська до Шаховської було електрифіковано постійним струмом (=3 кВ). Станція є стиковою передавальною між Московською (Московсько-Смоленський регіон) та Жовтневою (Московський регіон) залізницями. Межа пролягає на захід від станції на одноколійному перегоні до роз'їзду Муриково, на позначці 155-й км (межа станції і кінець електрифікації на 154,75 км). Перегін далі на захід відноситься до Жовтневої залізниці, який не електрифікований (електрифікація постійним струмом закінчується на станції Шаховська).
З 28 березня 1991 року почали курсувати приміські електропоїзди від Москви. До цього деякий час приміські електропоїзди прямували лише до Волоколамська, а далі до Шаховської — на тепловозній тязі.

## Пасажирське сполучення
Пасажирське сполучення здійснюється приміськими електропоїздами постійного струму (від станцій Москва-Ризька, Москва-Пасажирська-Курська, Стрешнєво, Кубанська, Щербинка, Шарапова Охота). Платформи станції турнікетами не обладнані. Є найдальшою кінцевою станцією для електропоїздів Ризького напрямку московської приміської зони.
Від станції курсує приміський поїзд на тепловозній тязі сполученням Шаховська — Ржев-Балтійський.